# Tirzah Garwood
Eileen Lucy "Tirzah" Garwood (Gillingham, Kent, 11 de abril de 1908-Copford, 27 de marzo de 1951) fue una artista y grabadora británica, considerada miembro de los Grandes Artistas de Bardfield.

## Primeros años
Garwood nació en 1908 en Gillingham, Kent, siendo la tercera de cinco hijos. Su padre, Frederick Scott Garwood (1872-1944), fue un oficial de la Royal Engineers. Su nombre "Tirzah" le fue otorgado por sus hermanos, una referencia a Tirzah en el Libro de los Números en la Biblia, y posiblemente una corrupción de una referencia de su abuela a la "Pequeña Tertia", es decir, la tercera hija. Ella y su familia acompañaron a su padre en los destinos militares de Croydon, Littlehampton y luego Eastbourne.
Se formó en la West Hill School en Eastbourne de 1920 a 1924, y luego en la Escuela de Arte Eastbourne desde 1925, con Reeves Fawkes, Oliver Senior y, como grabador de madera, a Eric Ravilious. Se mudó a Kensington en 1928. Posteriormente estudió en la Escuela Central de Arte. 
Uno de sus primeros grabados en madera se expuso en la exposición anual de la Sociedad de Grabadores de Madera en 1927, resultó elogiado en The Times. Realizó encargos para Kynoch Press y para la BBC, para la que produjo una nueva versión de su escudo. En 1928 ilustró el oratorio de Granville Bantock The Pilgrim's Progress, que escribió como un encargo de la BBC.

## La vida con Eric Ravilious
Se casó con el también artista Eric Ravilious en Kensington en julio de 1930. Entre 1930 y 1932, la pareja vivió en Hammersmith, Londres, donde hay una placa azul en la pared de su casa en la esquina de Upper Mall y Weltje Road. En 1931 se trasladaron a la zona rural de Essex, donde inicialmente se alojaron con Edward Bawden y su esposa Charlotte en Great Bardfield. En 1933 pintaron murales en el Hotel Midland de Morecambe. En esta época comienza a experimentar con el diseño sobre papel y papel marmoleado.
En 1934 compraron Bank House en Castle Hedingham, en Essex, y una placa azul lo conmemora actualmente. Tuvieron tres hijos: John Ravilious (1935-2014); el fotógrafo James Ravilious (1939-1999); y Anne Ullmann (n. 1941), editora de libros sobre sus padres y su obra. Después del nacimiento de Anne en abril de 1941, la familia se mudó de Bank House, a menudo fría y a veces inundada, a Ironbridge Farm cerca de Shalford, Essex. Durante el invierno de 1941 Garwood se enfermó; le diagnosticaron cáncer de mama y se sometió a una mastectomía de emergencia en marzo de 1942. Escribió su autobiografía entre marzo y mayo de 1942, mientras se recuperaba de la operación. La autobiografía, que en un principio estaba destinada únicamente a la familia, se publicó de forma póstuma en 2012, tras ser editada por su hija Anne.
Mientras viajaba por un encargo del Comité Asesor de Artistas de Guerra, el avión de Eric Ravilious desapareció frente a las costas de Islandia; posteriormente se determinó que murió en un accidente aéreo el 2 de septiembre de 1942. Su cuerpo nunca fue recuperado. El gobierno se mostró reacio a pagarle a Garwood la pensión de viuda que le correspondía o a liquidar el pago pendiente de Ravilious durante más de un año.

## Vida posterior
Garwood dejó Ironbridge en marzo de 1944 y se mudó con sus hijos a la granja Boydells Farm, cerca de Wethersfield, Essex. Comenzó a pintar al óleo y retomó su carrera como artista. Conoció al productor de radio angloirlandés Henry Swanzy en 1944 y se casaron en marzo de 1946. Vivieron en Hampstead.
Le diagnosticaron cáncer nuevamente a principios de 1948 y vivió en un hogar de ancianos en Copford, cerca de Colchester desde 1950, donde murió en 1951. Durante ese año produjo unas 20 pinturas al óleo. Fue enterrada en Copford.

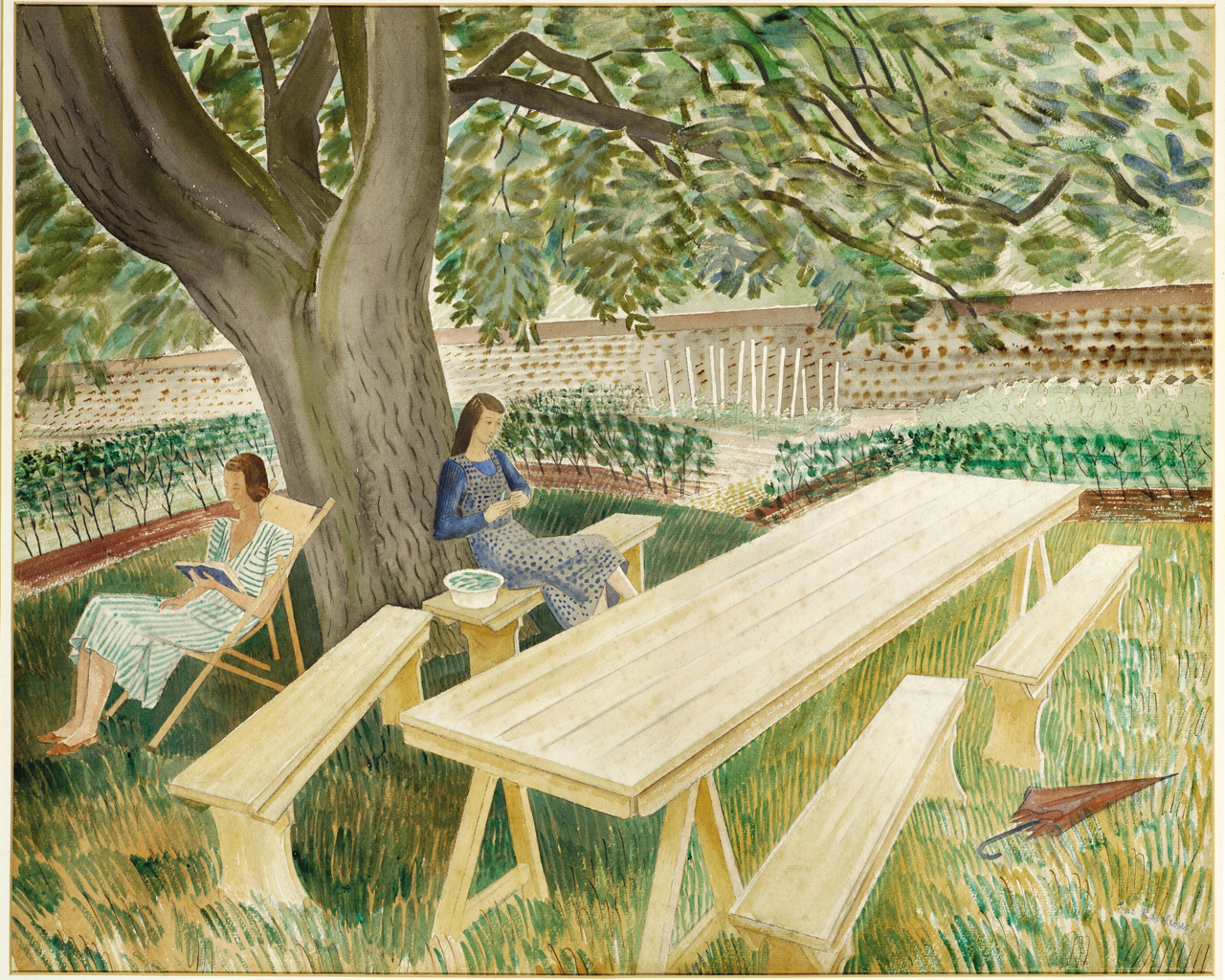
Two Women in a Garden, acuarela realizada por Eric Ravilious, Tirzah Garwood se encuentra representada a la derecha.

## Obras
Opacada por la fama de su esposo, el equilibrio de su vida familiar y una corta vida marcada por el cáncer, su obra fue relegada aunque cubrió el grabado, la pintura y el diseño sobre papel.
En 1952 se llevó a cabo una exposición conmemorativa en la Towner Gallery de Eastbourne. Dos de sus pinturas se encuentran en la Towner Gallery, que también tiene la colección más grande de obras de Ravilious. También se encuentran sus obras en la Fry Art Gallery en Saffron Walden. Además, uno de sus grabados y varios motivos de papeles decorativos se encuentran en el Museo de Victoria y Alberto de Londres. Fue pintada por Ravilious, en Two Women in a Garden (1936), junto a Charlotte Bawden.

## Autobiografía
- Garwood, Tirzah (2012). Long Live Great Bardfield & Love to You All: The Autobiography of Tirzah Garwood 1908–43. Simon Lawrence-Fleece Press. ISBN 978-0948375958.[12]